# Qalandar Maḩalleh
Qalandar Maḩalleh (persiska: قلندر محله) är en ort i Iran.   Den ligger i provinsen Golestan, i den norra delen av landet, 290 km öster om huvudstaden Teheran. Qalandar Maḩalleh ligger 29 meter över havet och antalet invånare är 622.
Terrängen runt Qalandar Maḩalleh är platt åt nordväst, men åt sydost är den kuperad.Runt Qalandar Maḩalleh är det ganska tätbefolkat, med 207 invånare per kvadratkilometer. Närmaste större samhälle är Gorgan, 10,0 km öster om Qalandar Maḩalleh. Trakten runt Qalandar Maḩalleh består till största delen av jordbruksmark.